# 옥천향교
옥천향교(沃川鄕校)는 대한민국 충청북도 옥천군 옥천읍 교동에 있는 향교이다. 1981년 12월 26일 충청북도의 유형문화재 제97호로 지정되었다.

## 개요
향교는 훌륭한 유학자를 제사하고 지방민의 유학교육과 교화를 위하여 나라에서 지은 교육기관이다.
조선 태조 7년(1398)에 처음 지은 후 임진왜란(1592)으로 불타 없어진 것을 다시 지었으며, 1961년에 황폐한 향교를 복원하였다. 1966년과 1974년에 보수를 하여 오늘에 이르고 있다. 지금 남아있는 건물은 대성전(충청북도문화재자료 제214호)과 명륜당·동재·서재·내삼문·외삼문·고직사 등이다.
사당인 대성전은 공자를 비롯하여 중국과 우리나라 유학자의 위패를 모시고 있다. 명륜당은 학생들이 모여 공부하는 강당으로 교화의 원천이 되기도 하였다.
조선시대에는 나라로부터 토지와 책·노비 등을 지급 받아 운영되었으나 갑오개혁(1894) 이후 교육적 기능은 없어지고 지금은 제사의 기능만 남아있다.『유안』·『청금록』·『선안』·『교안』 등 조선 후기 옥천지역의 향토사 연구에 귀중한 많은 책을 보관하고 있다.

## 참고 자료
- 옥천향교 - 국가유산청 국가유산포털